# Ornithocephalus cochleariformis
Ornithocephalus cochleariformis är en orkidéart som beskrevs av Charles Schweinfurth. Ornithocephalus cochleariformis ingår i släktet Ornithocephalus och familjen orkidéer.
Artens utbredningsområde är Panamá. Inga underarter finns listade i Catalogue of Life.